# Cylicomorpha
Cylicomorpha är ett släkte av tvåhjärtbladiga växter. Cylicomorpha ingår i familjen Caricaceae.
Kladogram enligt Catalogue of Life:
| Cylicomorpha | \| \| Cylicomorpha parviflora \| \| \| \| \| \| Cylicomorpha solmsii \| \| \| \| |
|              | \| \| Cylicomorpha parviflora \| \| \| \| \| \| Cylicomorpha solmsii \| \| \| \| |
|              | Carica                                                                           |
|              |                                                                                  |
|              | Jacaratia                                                                        |
|              |                                                                                  |
|              | Jarilla                                                                          |
|              |                                                                                  |
|              | Vasconcellea                                                                     |
|              |                                                                                  |
|              | Cylicomorpha parviflora                                                          |
|              |                                                                                  |
|              | Cylicomorpha solmsii                                                             |
|              |                                                                                  |

|  | Cylicomorpha parviflora |
|  |                         |
|  | Cylicomorpha solmsii    |
|  |                         |